# サント・トーマス収容所
サント・トーマス収容所（サント・トーマスしゅうようじょ、英語: Santo Tomas Internment Camp）は太平洋戦争時に旧日本軍によりフィリピンのマニラに設けられた民間人収容のための施設である。旧日本軍がフィリピンに侵攻し占領する際にマニラの聖トマス大学（サント・トーマス大学）に設けられ、イギリス人やアメリカ人の民間人が敵国人として収容された。サント・トーマス収容所に1941年1月以降家族や親族と共に収容され、後にシンガポールやインドネシアなど他の国で抑留された者たちと共に日本国を被告として裁判を起こしたギルバート・マーティン・ヘア（1941年マニラ生）によると、この収容所で「民間抑留者は、頭にしらみがつき、至る所に南京虫がいる劣悪な環境に置かれ、シャワーの際やトイレでもプライバシーはなかった」とされ、また「民間抑留者の多くは、栄養失調、疾病あるいは看守による虐待が原因で死亡した」という。

## 犠牲者
この収容所では米国出身で長年マニラに暮らしていた植物学者アドルフ・ダニエル・エドワード・エルマーも収容され、収容所が開設されてから1年にも満たない1942年4月17日（あるいは7月）にここで亡くなっている。